# Nasif Estéfano
 (janvier 2012).
Si vous disposez d'ouvrages ou d'articles de référence ou si vous connaissez des sites web de qualité traitant du thème abordé ici, merci de compléter l'article en donnant les références utiles à sa vérifiabilité et en les liant à la section « Notes et références ».
Nasif Estéfano (18 novembre 1932 à Concepción en Argentine - 21 octobre 1973) était un pilote automobile argentin.

## Biographie
Il est pilote de Formule 1 en 1962 chez Maserati avec son compatriote Alejandro de Tomaso.
Sa voiture n'était pas très compétitive et on le vit surtout dans des épreuves hors-championnat.
Il essaie de se qualifier sur sa 801, mais à chaque fois en vain. Il retourna en Amérique du Sud et montre un bon potentiel en 1965 et 1966. Il devient champion de Formule 3 en Argentine. Ce fut une star locale.
Par la suite, il se concentre sur les courses de véhicules de tourisme et sur les courses d'endurance. Le 21 octobre 1973, à Aimogasta, Nasif Estéfano perd la vie lors d'une course du championnat Turismo Carretera à l'âge de 40 ans.

## Palmarès de Formule 1
- Meilleur classement : 14e (Argentine 1960)
- Meilleure qualification : 20e
- 5 engagements
- 1 Grand Prix
- 4 non participations
- 3 saisons
- 2 constructeurs
- 2 motoristes
- 2 modèles